# Барнард, Тейлор
Тейлор Барнард (род. 1 июня 2004, Норидж, Англия, Великобритания) — британский автогонщик, вице-чемпион ADAC Формулы-4 и Регионального чемпионата Формулы Ближнего Востока.
С мая 2018 года является протеже чемпиона мира Формулы-1 Нико Росберга.

## Карьера

### Картинг
Барнард начал заниматься картингом в 2012 году в картинг-клубе Трент-Вэлли. В 2014 году Тейлор Барнард начал выступать в соревнованиях по картингу, показав отличные результаты на национальном уровне, в том числе две победы на Гран-при Великобритании Kartmasters в 2015 и 2017 годах и национальный чемпионат Super 1 в 2017 году. В 2019 году, после победы в Финальном кубке WSK, он присоединился к команде Rosberg Racing Academy, с которой дважды выиграл Кубок чемпионов WSK в классе ОК и занял второе место на чемпионате Европы по картингу FIA после Андреа Кими Антонелли.

### Формула-4
В сезоне 2020 года дебютировал в формульных гонках, приняв участие в ADAC Формуле-4 за команду BWR Motorsport. Барнард сразу же показал себя конкурентоспособным и занял четвёртое место, что стало его лучшим результатом. В сезоне 2022 года присоединился к команде PHM Racing, с которой участвовал в Формуле-4 ОАЭ, где одержал победу, в Итальянской Формуле-4, где занял восьмое место в турнирной таблице, и в ADAC Формуле-4, где одержал пять побед и стал вице-чемпионом.

### Региональный чемпионат Формулы Ближнего Востока
В первые месяцы 2023 года Барнард остался в команде PHM Racing, за которую выступал в Региональном чемпионате Формулы Ближнего Востока. Тейлор показал себя очень конкурентоспособным, завоевав восемь подиумов, включая две победы на трассе Кувейта. Как и в Формуле-4, британец снова завершил сезон на втором месте.
В первые месяцы 2024 года Барнард вернулся в гонки Formula Regional Middle East в команду PHM Racing.

### Формула-3
31 января 2023 года было объявлено, что Барнард подписал контракт с швейцарской командой Jenzer Motorsport на участие в Формуле-3 в сезоне 2023 года. Команда оказалась неконкурентоспособной: в первой половине сезона Барнард набрал мало очков, но сумел проявить себя в первой гонке в Монте-Карло, где занял пятое место. Предпоследний этап сезона прошёл в Спа-Франкоршам, в выходные, обусловленные очень нестабильной погодой, британский гонщик занял второе место в спринтерской гонке и сумел выиграть основную гонку, опередив своего соотечественника Кристиана Мэнселла. В этих двух гонках Тейлор продемонстрировал большую скорость и способность адаптироваться к различным погодным условиям. В последней гонке сезона в Монце завоевал ещё один подиум в серии, заняв третье место после Джонни Эдгара и Зака О’Салливана. Барнард закончил свой первый сезон в Формуле-3 на десятом месте в личном зачёте.

### Формула Е
В октябре 2023 года участвовал в тестах новичков Формулы-E на трассе имени Рикардо Тормо в составе команды Neom McLaren Formula E.